# Kanton Poitiers-7
Kanton Poitiers-7 is een voormalig kanton van het Franse departement Vienne. Kanton Poitiers-7 maakte deel uit van het arrondissement Poitiers. Het werd opgeheven bij decreet van 26 februari 2014 met uitwerking op 22 maart 2015.

## Gemeenten
Het kanton Poitiers-7 omvatte de volgende gemeenten:
- Poitiers (deels, hoofdplaats)
- Chasseneuil-du-Poitou
- Montamisé